# Rottenbach (Thüringen)
Rottenbach is een ortsteil van de Duitse stad Königsee in Thüringen.

## Geschiedenis
Op 31 december 2012 fuseerde Rottenbach met de stad Königsee tot de gemeente Königsee-Rottenbach. Toen op 1 januari 2019 Dröbischau en Oberhain werden opgenomen werd de naam van de gemeente weer veranderd naar Königsee